# Paweł Śliwa
Paweł Śliwa (ur. 7 czerwca 1971 w Gorlicach) – polski prawnik, adwokat i samorządowiec, członek Trybunału Stanu (2011–2023).

## Życiorys
Ukończył w 1996 studia prawnicze na Wydziale Prawa Filii UMCS w Rzeszowie. Był również słuchaczem studiów doktoranckich na Uniwersytecie Kardynała Stefana Wyszyńskiego w Warszawie (2004–2007). W latach 1999–2002 pracował jako powiatowy rzecznik konsumentów w Gorlicach. Po odbyciu aplikacji adwokackiej w 2002 został wpisany na listę adwokatów. Od 2002 prowadził kancelarię adwokacką w rodzinnej miejscowości, w 2005 zaczął praktykę w ramach kancelarii adwokacko-radcowskiej.
W wyborach samorządowych w 2010 z listy Prawa i Sprawiedliwości uzyskał mandat radnego sejmiku małopolskiego IV kadencji.
17 listopada 2011 Sejm VII kadencji wybrał go na członka Trybunału Stanu. Rekomendującym klubem była Solidarna Polska przy wsparciu PSL. W tym samym miesiącu współtworzył klub radnych Solidarnej Polski w sejmiku małopolskim, a po 3 tygodniach został powołany na pełnomocnika tego ugrupowania w Gorlicach. Objął też później funkcję przewodniczącego krajowego sądu koleżeńskiego partii. W 2014 został ponownie wybrany do sejmiku małopolskiego. 18 listopada 2015 został członkiem Trybunału Stanu kolejnej kadencji. Zrezygnował w międzyczasie z członkostwa w Solidarnej Polsce. W 2018 nie kandydował w wyborach samorządowych. 21 listopada 2019 Sejm IX kadencji ponownie wybrał go do Trybunału Stanu, w którym zasiadał do 2023.
W 2016 krótko pełnił funkcję członka rady nadzorczej PGE Polskiej Grupy Energetycznej, następnie był wiceprezesem zarządu tego przedsiębiorstwa. W 2022 powołany w skład rady nadzorczej Alior Banku, zasiadał w niej do 2023.